# فرودگاه کمبل
فرودگاه کمبل (به انگلیسی: Campbell Airport) یک فرودگاه همگانی بهره‌برداری هوایی است که یک باند فرود آسفالت دارد و طول باند آن ۹۹۷ متر است. این فرودگاه در کشور ایالات متحده آمریکا قرار دارد و در ارتفاع ۲۴۰ متری از سطح دریا واقع شده‌است.